# Neÿ Béla
Pilisi Neÿ Béla (Pest, 1843. június 9. – Budapest, 1920. március 18.) építész, esztéta, művészettörténész, miniszteri tanácsos, író, lapszerkesztő. Neÿ Ferenc akadémikus fia, Peregriny Elek akadémikus veje, Ferdinandy Béla újságíró sógora volt.

## Pályája

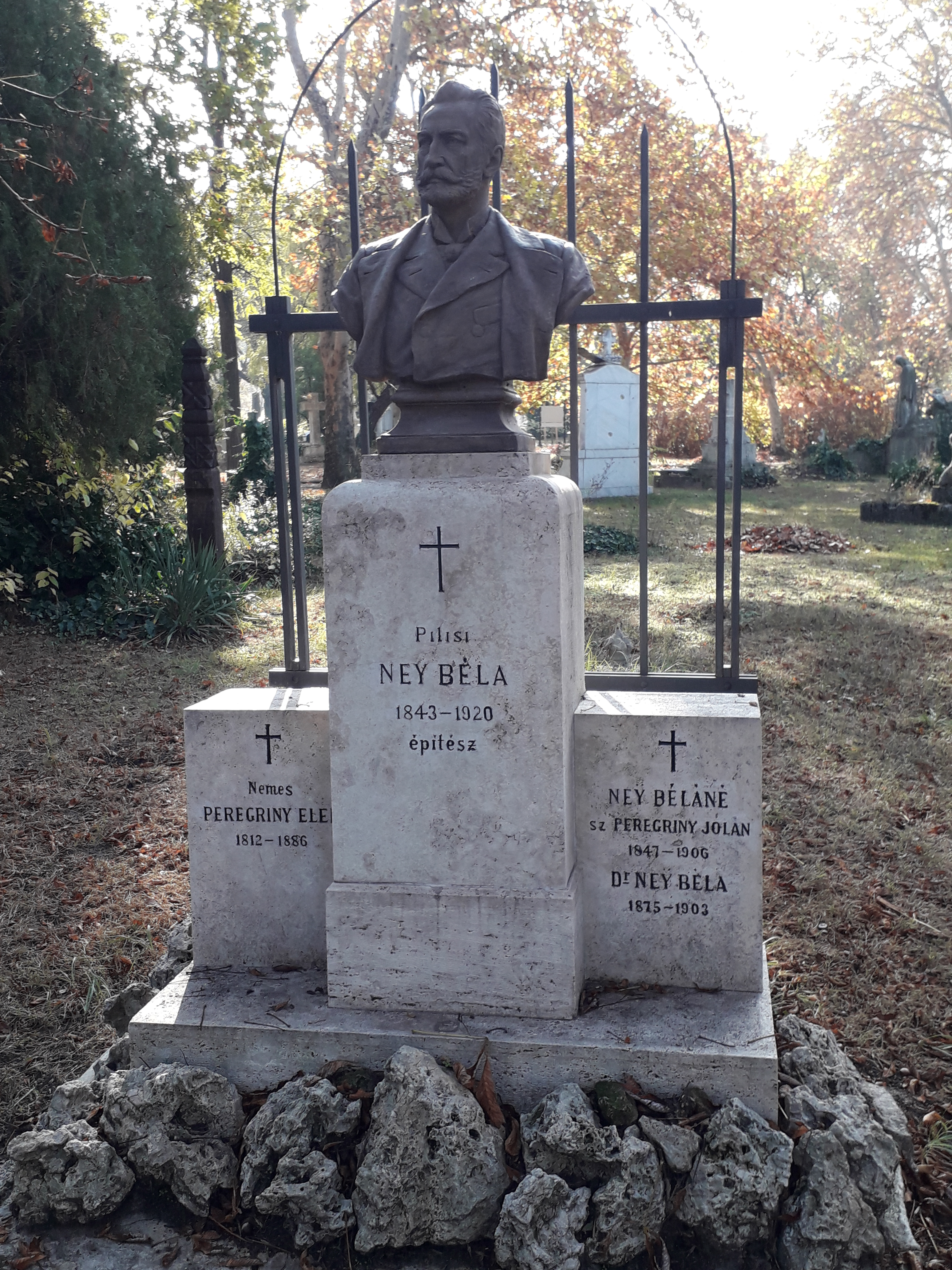
Ney Bela sírja

Ney Ferenc főreáliskolai igazgató és Pilisy Angéla fia. A főreáliskolát és a műegyetemet Pesten végezte; majd Ybl Miklós irodájában szerzett gyakorlati tapasztalatot, akinek személyes hajlandóságát, később barátságát teljes mértékben elnyerte. 
1867-ben mint mérnökgyakornok lépett a közmunka- és közlekedésügyi minisztérium szolgálatába, majd építészeti felügyelő és építésztanár lett. Csakhamar a Fővámház, majd a műegyetem, az Állatorvosi Akadémia (ma Állatorvostudományi Egyetem), a lipótvárosi főreáliskola építésének a műszaki ellenőrzését bízták rá. Az Állami Nyomda kiépítését hivatalból állandóan vezette; a Deák-mauzóleum építését vezetett országos bizottságnak pedig, valamint az állami országház-építés ügyét előkészítő országos bizottságnak a minisztérium képviseletében tagja és az építés műszaki ellenőre, a végrehajtó bizottságnak pedig előadója és jegyzője volt. 1878-ban hivatalból tanulmányúton járt Párizsban és a kiállításról szóló tanulmánya meg is jelent a minisztérium kiadványai közt. Műegyetemi magántanári képesítést is nyert, de ezen a téren, egyéb elfoglaltsága miatt, csak 1872 és 1882 között működhetett. Építészeti magángyakorlatot is folytatott, amennyire hivatalos elfoglaltsága megengedte úgy Budapesten, mint vidéken több nagyszabású épületet tervezett (Kajdacson például kastélyt, Szegeden bíróságot, Komáromban bérházat) és számtalan más, kisebb jelentőségű középületet építését is vezette. Ezután miniszteri osztálytanácsos, az épitőmesteri vizsgálóbizottság elnöke lett. A Magyar Mérnök- és Építész-Egyletnek alapítója, valamint sokáig titkára volt és mint ilyen az egyesület fölvirágoztatása és általában a műszaki kar érdekében nagy buzgóságot fejtett ki. 1893. február 26-án mondott le a titkárságról. Elhunyt 1920. március 18-án, örök nyugalomra helyezték 1920. március 20-án a Kerepesi úti temetőben (26/1-1-20).

## Munkái
- Az építőművészeti styl fogalma. Bpest, 1876
- Jelentés a párisi 1878-iki közkiállításról, építészeti szempontból; Kilián, Budapest, 1880 (A Közmunka és Közlekedési Magyar Királyi Ministerium kiadmányai)
- A m. kir. József-műegyetem Budapesten. Az 1882. berlini egészség- és mentésügyi kiállítás alkalmából. Bpest, 1882. (Wartha Vinczével együtt. Egyetemi intézetek, magyar és német szöveggel).
- A magasépítés-ügy országos rendezéséről. Bpest, 1897
- Az építőmesteri képesítés és gyakorlat; Pesti Lloyd Ny., Budapest, 1902
- A magyar Országház. Steindl Imre alkotása / Das ungarische Parlamentshaus von Emerich Steindl / Le palais du Parlement hongrois œuvre d'Eméric Steindl; szerk. Pilisi Neÿ Béla; Divald Károly Műintézete, Budapest, é.n. (1906)
- Az építő-ipar; s. n., Budapest, 1914 (Ipari közigazgatási szakkönyvtár)
- A magyar Országház. Steindl Imre alkotása; szerk. Pilisi Neÿ Béla; hasonmás kiad.; Országgyűlés Hivatala, Budapest, 2012

Szerkesztette a Magyar Mérnök- és Építész-Egylet Közlönyét 1871-től 1878-ig Ambrozovics Bélával és 1882. júniustól 1885 végéig egyedül szerkesztette a folyóiratot; mint titkár szerkesztette az egyesület Heti Értesítőjét is 1882. jún. 8-tól 1883-ig; alapította és szerkeszti az Építő-ipar című szaklapot 1877-től.